# Аполоније Тијански
Аполоније Тијански или Аполоније из Тијане (грч. Απολλωνιος ο Τυανευς 1.г - 98.г) - неопитагорејски филозоф. Сачувано је 97 писама приписаних Аполонију.

## Биографија
Према биографији Филострата, Аполоније је рођен у богатој породици у кападокијском граду Тијани. Пошто се рано заинтересовао за философију и аскетизам, он је своју младост провео у Асклепијевом храму у граду Егију, прошао је петогодишње искушење ћутања и цео свој наредни живот до дубоке старости провео у лутањима. Наследство преостало после смрти родитеља дао је својој браћи. Кренувши да путује, пропутовао је Малу Азију и чак је покушао да продре у Индију да би се упознао са учењем брамана. Свуда је деловао као проповедник-моралиста и уверавао да може предвидети будућност и чинити чуда. Иако је Нерон протерао све мађионичаре и чаробњаке из Рима, Аполоније је отишао тамо, али је ипак морао да напусти овај град. Посетивши Шпанију, после Неронове смрти, отишао је преко Италије у Грчку, а одатле у римски Египат, где је Веспазијан, који се спремао да преузме власт, искористио његов утицај и славу; Коначно, посетио је и Етиопију.
Враћајући се из Египта, наишао је и на милостив пријем код Тита. Пошто је оптужен за време Домицијанове владавине за подстицање побуне у Египту у корист Нерве, затворен је, добровољно се појавио пред судом и ослобођен. Пошто је поново пропутовао Грчку, Аполоније се настанио у Ефесу, где је основао Питагорејску школу, и умро у доби од скоро 100 година, одбивши Нервин позив да оде у Рим.

## Паралеле
Аполонијева биографија, која је укључивала извештаје о чудима које је чинио (исцељење болесника, васкрсење девојке која је умрла на дан венчања), његове говоре против деспотске моћи царева Нерона и Домицијана, његово поседовање екстрачулних перцепција, дарови прорицања и далековидости (на пример, Аполоније је наводно јасно видео убиство Домицијана у Риму, док је био у Ефесу), често је упоређиван са Исусом из Назарета. Тако је крајем 3. века Хијерокле у посебном есеју супротставио Аполонија Исусу и целокупној јеванђељској историји, што је довело до трактата о одговору Јевсевија из Цезареје.